# Artemisiospiza
Artemisiospiza – rodzaj ptaków z rodziny pasówek (Passerellidae).

## Występowanie
Rodzaj obejmuje gatunki występujące w USA i Meksyku.

## Morfologia
Długość ciała 13,7–18 cm, masa ciała 12,7–21,9 g.

## Systematyka

### Etymologia
Nazwa rodzajowa jest połączeniem nazwy rodzaju Artemisia, roślin z rodziny astrowatych (w mitologii greckiej Artemis lub Diana była boginią księżyca wyspecjalizowaną w stosowaniu halucynogennych roślin) oraz greckiego słowa σπιζα spiza – „zięba” (σπιζω spizō – „ćwierkać”).

### Gatunek typowy
Emberiza belli Cassin

### Podział systematyczny
Takson przeniesiony z rodzaju Amphispiza. Do rodzaju należą dwa gatunki:
- Artemisiospiza nevadensis (Ridgway, 1874) – ćwirek plamkowany – takson wyodrębniony z A. belli[2][8][9]
- Artemisiospiza belli (Cassin, 1850) – ćwirek białogardły